# Liste der Monuments historiques in Saint-Hilaire (Essonne)
Die Liste der Monuments historiques in Saint-Hilaire (Essonne) führt die Monuments historiques in der französischen Gemeinde Saint-Hilaire auf.

## Liste der Bauwerke
| Bezeichnung        | Beschreibung | Standort | Kennzeichnung | Schutzstatus | Datum | Bild |
| ------------------ | ------------ | -------- | ------------- | ------------ | ----- | ---- |
| Ehemaliges Priorat |              | (Lage)   | PA00088005    | Inscrit      | 1931  |      |